# جوزيف جوشوا وايس
جوزيف جوشوا وايس (بالألمانية: Joseph Joshua Weiss)‏ هو كيميائي نمساوي، ولد في 30 أغسطس 1905 في فيينا في النمسا، وتوفي في 9 أبريل 1972.